# دفترچه خاطرات یک بچه چلمن
دفترچه خاطرات یک بچه بی عرضه  (به انگلیسی: Diary of a Wimpy Kid) یک رمان طنز در قالب ادبیات داستانی به صورت دفترچه خاطرات پسری به نام گرگ هفلی نوشته جف کینی است. "دفترچه خاطرات یک بچه بی عرضه" همچنین اولین کتاب از مجموعه کتابی ۱۷ جلدی با همین نام است. داستان، روایت پسری به نام گریگوری "گرگ" هفلی و اتفاقاتی که در خانه و مدرسه برای او و دوستانش می‌افتد است. اولین بار که این داستان در وبگاه "FunBrain.com" در سال 2004 میلادی چاپ شد بیش از ۲۰ میلیون نفر آن را خواندند. سپس به صورت جلد سخت در اول آوریل سال 2007 میلادی چاپ شد. از چهارتا از کتاب‌های این مجموعه چهار فیلم به صورت اقتباسی نیز در ژانر طنز و خانوادگی تهیه شده‌است.

## انتشارات
این کتاب نخستین بار در نشر ماهی ترجمه و با عنوان خاطرات یک بچه بی عرضه به چاپ رسید. نشر های دیگری چون حوض نقره دست به چاپ این کتاب زدند ، در نسخه چاپ شده توسط نشر حوض نقره نام کتاب «خاطرات یک بچه ی چلمن» است.

## معرفی شخصیت‌ها
گریگوری «گرگ» هفلی(Greg Heffley)

وی قهرمان اصلی داستان است. او با خانواده خود، دوستانش و مدرسه‌اش مشکل دارد او خود را «فردی خلاق» می‌داند و روش‌های عجیبی برای پول درآوردن ابداع و همراه دوستش رولی جفرسون انجام می‌دهد؛ که معمولا موفق نمیشود.او عاشق بازی های ویدیویی است و بازی مورد علاقه اش بازی   «جادوگر گیج و ویج» است . وی از کتاب بدش می اید. او خودش را بهترین دوست رولی جفرسون می داند، گرچه آن ها معمولا با هم دعوا دارند.
همچنین معمولا از اینکه روزی مشهور ترین انسان روی کره زمین خواهد شد حرف میزند
حقیقت تاریک درباره این شخصیت این است که او نمی تواند احساس دیگران را درک کند و از افراد دور و برش استفاده می کند تا به هدفش برسد

### رودریک هفلی(Rodrick Heffley)
برادر بزرگ گریگوری است. او به هیچ چیز علاقه نشان نمی‌دهد و فردی بدخلق است. او که معمولاً با گریگوری دعوا می‌کند، عضو یک گروه پانک موسیقی هوی متال نیز هست.

### سوزان هفلی(Susan Heffley)
مادر گریگوری. او تلاش می‌کند به هر نحوی شد فرزندانش را درست تربیت کند و آن‌ها را به کارهای خلاقانه و مستقل شدن تدریجی تشویق می‌کند و کتاب های زیادی درمورد تربیت بچه دارد. او به زبان اسپانیایی تسلط کافی ندارد اما از کودکی گریگوری سعی می‌کرد به او اسپانیایی بیاموزد.او در صفحه تربیت فرزندان روزنامه محله که کرایه کرده بود از کار هایی که گریگوری می کرد الهام می گرفت.او می خواهد که همسرش یعنی پدر گرگ بیشتر رفتار،تجربه،سفر و درکل زندگی «پدر و پسری» ( به نقل از خود او) داشته باشد.

### فرانکلین «فرانک» هفلی(Frank Heffley)
پدر رودریک و گرگ و مانی. او به اندازه مادر وی قوانین سخت‌گیرانه نمی‌گذارد ولی معمولاً از دست کارهای گرگ و رولی عصبانی می‌شود. او همچنین به همسر خود خیلی علاقه دارد و بیشتر کارها را با اطلاع او انجام می‌دهد. او یک قایق داشت اما در یکی از کتاب ها همسرش قایق او را به دو فرد نیکوکار که به خانواده ی آنها کمک کرده بودند داد او همچنین در یک شرکت کار می‌کند وعلاقه زیادی به ماکت جنگ های داخلی دارد.

### رولی جعفرسون(Rowley Jafarson)
رولی دوست صمیمی گرگ است. آن‌ها همه کارهای خود را که معمولاً به دردسرهایی بزرگ ختم می‌شوند با هم انجام می‌دهند؛ هرچند که در دو تا از کتاب‌ها رابطه آن‌ها به هم خورده، ولی درجلد «سیاه زمستون»، آن‌ها دوباره دوست می‌شوند. رولی همچنین همکلاسی گِرِگ نیز هست.رولی تنها فرزند پدر و مادرش است و گرگ فکر می کند که او خوشبخت است و چون تک فرزند است پدر و مادرش همیشه به او محبت کافی می کنند.

### مانی هفلی(Manny Heffley)
برادر کوچک گرگ و رودریک. او دماغ بزرگی دارد و کودک است. هنگامی که مانی خواب است هیچ صدایی نباید بلند شود و هیچ‌کس نباید تلویزیون تماشا کند زیرا اگر مانی از خواب بلند شود، دیوانه می‌شود و به سختی دوباره می خوابد.پدر و مادر مانی خیلی به او توجه می کنند و کار های اشتباه او را با بهانه های خود توجیه می کنند ، گرگ همیشه دوست دارد آنها با او مثل یک خطاکار رفتار کنند اما آنها همیشه مثل با او مثل یک «شاهزاده کوچولو » ( به نقل از گرگ هفلی ) رفتار می کنند که برای گرگ آزار دهنده است. برای مثال در یکی از قسمت های کتاب اول ، دفترچه خاطرات یک بچه بی عرضه ، مانی روی دیوار اتاق گرگ نقاشی می کند و پدر و مادرش در کمال ناباوری گرگ این کارش را تحسین می کنند 
شخصیت های فرعی
عمو گری
عموی گرگ. رودریک. مانی و برادر فرانک پدر انها او فردی بی خیال و خوش گذران است و تاکنون چهار ازدواج ناموفق هم داشته است و حتی شغل درست و حسابی هم ندارد اخرین شغل او دلقک بودن در زمین گاو بازی است
گمی (مادر مامان بزرگ)
بزرگ خاندان هفلی. او در هر مهمانی یک نفر را که در استانه نوجوانی قرار دارد به اتاقش می خواند و نصیحتش می کند
بیل والتر
یکی از اعضای گروه موسیقی رودریک که با سی و پنج سال هنوز در خانه ی پدر و مادرش زندگی می کند
فرگلی
پچه ی عجیب غریبی که خانه اش در میان خانه ی گرگ و رولی است و عادت دارد همه را گاز بگیرد همچین او تنهاست اما در جلد 9 او محبوب ترین بچه ی مدرسه شد
پدر بزرگ
پدر فرانک و پدر بزرگ گرگ رودریک و مانی او در خانه ی سالمندان زندگی می کند و محبوب ترین نوه اش گرگ است وی گواهی نامه رانندگی اش هم باطل شده است او مدتی (از کتاب 11تا12) در خانه گرگ زندگی می کرد